# Olympische Winterspiele 2006/Nordische Kombination

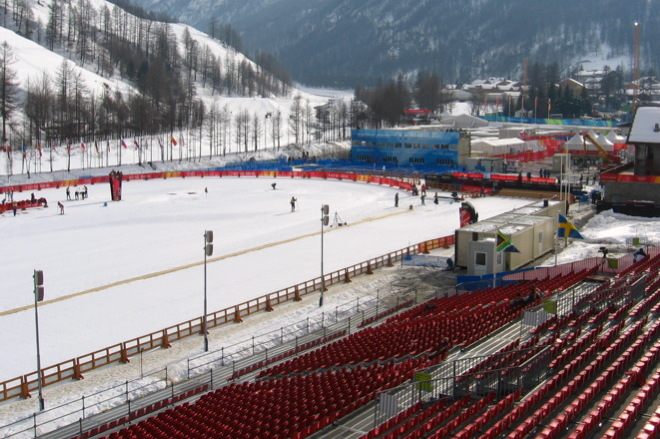
Das Skistadion von Pragelato

Bei den XX. Olympischen Winterspielen 2006 in Turin fanden zwei Einzelwettkämpfe und ein Teamwettkampf in der Nordischen Kombination statt. Austragungsorte waren die Sprungschanzen im Stadio del Trampolino und das Skistadion Pragelato Plan. Insgesamt waren 59 Athleten nominiert worden, wobei sich in jedem Wettkampf die Teilnehmerzahl pro Nation auf maximal vier Athleten beschränkte.
Felix Gottwald aus Österreich gewann im Sprint sowie mit seinem Team die Goldmedaille, außerdem wurde er Zweiter im Einzelwettbewerb. Diesen entschied überraschend der Deutsche Georg Hettich für sich, der darüber hinaus noch Silber mit der Mannschaft und Bronze im Sprint für sich verbuchen konnte.

## Wettbewerbe und Austragungsmodus
Bei den Spielen von Turin gab es im Programm der Nordischen Kombination eine kleine Änderung, die den Sprintwettbewerb betraf. Folgende drei Wettbewerbe wurden nach folgenden Regeln ausgetragen:
- Sprint: Wie erstmals 2002 in Salt Lake City wurde mit dem Sprint ein zweiter Wettbewerb mit Einzelwertung ausgetragen. Die Teilnehmer absolvierten einen Sprung auf der Großschanze. Entschieden wurde der Wettkampf mit einem Langlauf über 7,5 Kilometer per Gundersen-Methode. Im Unterschied zur ersten Austragung fand der Lauf am selben Tag wie das Springen statt.[1]
- Einzelwettbewerb: Diese Disziplin wurde in der schon länger üblichen Form durchgeführt. Die Athleten hatten zwei Sprünge von der Normalschanze, von denen beide in die Wertung kamen. Die Entscheidung im Langlauf über fünfzehn Kilometer am darauffolgenden Tag wurde ebenfalls mittels Gundersen-Methode herbeigeführt.[2]
- Teamwettbewerb: Jedes Team bestand wie seit den Spielen 1998 aus vier Athleten, die wie im Einzelwettkampf zwei Sprünge absolvierten, von denen beide in die Wertung kamen. Allerdings wurde nicht wie im Einzelwettkampf von der Normalschanze, sondern wie im Sprint von der Großschanze gesprungen. Zur Entscheidung kam es durch eine 4 × 5-km-Langlaufstaffel, durchgeführt per Gundersen-Methode.[3]

## Bilanz

### Medaillenspiegel
| Platz | Land        | Gold | Silber | Bronze | Gesamt |
| ----- | ----------- | ---- | ------ | ------ | ------ |
| 1     | Österreich  | 2    | 1      | –      | 3      |
| 2     | Deutschland | 1    | 1      | 1      | 3      |
| 3     | Norwegen    | –    | 1      | –      | 2      |
| 4     | Finnland    | –    | –      | 1      | 1      |

### Medaillengewinner
| Konkurrenz | Gold                                                                                | Silber                                                                             | Bronze                                                                          |
| ---------- | ----------------------------------------------------------------------------------- | ---------------------------------------------------------------------------------- | ------------------------------------------------------------------------------- |
| Sprint     | Felix Gottwald                                                                      | Magnus Moan                                                                        | Georg Hettich                                                                   |
| Einzel     | Georg Hettich                                                                       | Felix Gottwald                                                                     | Magnus Moan                                                                     |
| Mannschaft | Österreich 000Christoph Bieler 000Felix Gottwald 000Michael Gruber 000Mario Stecher | Deutschland 000Ronny Ackermann 000Jens Gaiser 000Georg Hettich 000Björn Kircheisen | Finnland 000Anssi Koivuranta 000Antti Kuisma 000Hannu Manninen 000Jaakko Tallus |

## Sprint Großschanze

### Ausgangssituation
Die letzten beiden Weltmeister waren der im Jahr 2003 überraschende US-Amerikaner Johnny Spillane und Ronny Ackermann aus Deutschland, der im Jahr 2005 gewonnen hatte. Ackermann war auch zusammen mit dem Finnen Hannu Manninen der erfolgreichste Nordische Kombinierer seit den Spielen 2002. Doch im Einzelwettkampf hatte der Deutsche hier in Turin nur den achtzehnten Platz belegt, sodass seine Form schwer einzuschätzen war. Zum Favoritenkreis gehörte auch der Österreicher Felix Gottwald, dreifacher Bronzemedaillengewinner der Spiele 2002.

### Ergebnis

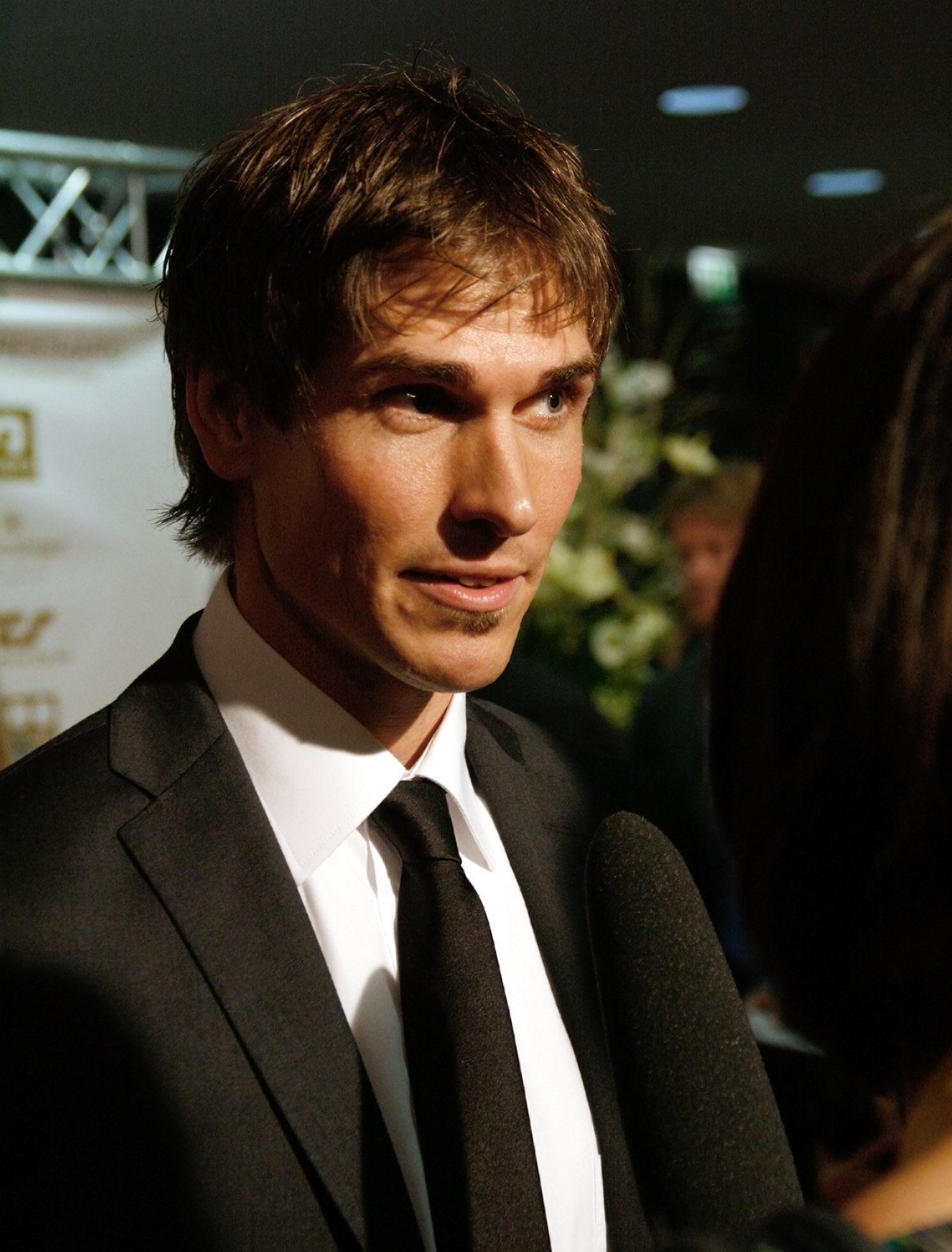
Olympiasieger Felix Gottwald (Foto: 2010)

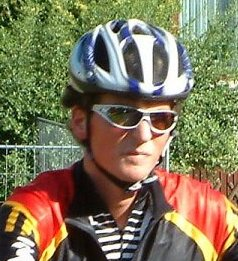
Georg Hettich – Überraschungssieger im Wettkampf mit dem 15 km Langlauf

| Rang | Land | Athlet              | Springen    | Langlauf              | Endzeit [min] |
| Rang | Land | Athlet              | Pkte. (Pl.) | Nettozeit [min] (Pl.) | Endzeit [min] |
| ---- | ---- | ------------------- | ----------- | --------------------- | ------------- |
| 01   | AUT  | Felix Gottwald      | 112,1 (12)  | 17:35,0 0(1)          | 18:29,0       |
| 02   | NOR  | Magnus Moan         | 111,8 (13)  | 17:38,4 0(2)          | 18:34,4       |
| 03   | GER  | Georg Hettich       | 125,7 0(1)  | 18:38,6 (26)          | 18:38,6       |
| 04   | FRA  | Jason Lamy Chappuis | 124,4 0(2)  | 18:46,5 (29)          | 18:51,5       |
| 05   | FIN  | Jaakko Tallus       | 120,9 0(4)  | 18:39,1 (27)          | 18:58,1       |
| 06   | NOR  | Petter Tande        | 118,2 0(5)  | 18:29,1 (22)          | 18:59,1       |
| 07   | GER  | Björn Kircheisen    | 106,5 (21)  | 17:48,7 0(3)          | 19:05,7       |
| 08   | GER  | Ronny Ackermann     | 114,0 (10)  | 18:20,7 (19)          | 19:07,7       |
| 09   | USA  | Todd Lodwick        | 107,3 (19)  | 17:57,4 0(6)          | 19:11,4       |
| 10   | USA  | Johnny Spillane     | 109,5 (14)  | 18:10,2 (11)          | 19:15,2       |
|      |      |                     |             |                       |               |
| 13   | AUT  | Michael Gruber      | 116,9 0(6)  | 18:48,3 (30)          | 19:23,3       |
| 14   | AUT  | Mario Stecher       | 108,9 (15)  | 18:23,3 (21)          | 19:30,3       |
| 20   | SUI  | Ronny Heer          | 105,6 (22)  | 18:17,7 (17)          | 19:37,7       |
| 21   | SUI  | Andreas Hurschler   | 098,1 (33)  | 17:51,6 0(5)          | 19:41,6       |
| 23   | AUT  | Christoph Bieler    | 115,8 0(8)  | 19:04,0 (36)          | 19:44,0       |
| 24   | SUI  | Seppi Hurschler     | 105,3 (24)  | 18:29,4 (23)          | 19:51,4       |
| 29   | GER  | Sebastian Haseney   | 090,7 (42)  | 17:49,1 0(4)          | 20:09,1       |
| 36   | SUI  | Ivan Rieder         | 105,5 (23)  | 19:21,0 (40)          | 20:42,0       |

Springen: 21. Februar 2006, 11:00 Uhr / Großschanze; K-Punkt: 125 m
Langlauf 7,5 km: 21. Februar 2006, 15:00 Uhr

Höhenunterschied: 59 m / Maximalanstieg: 54 m / Totalanstieg: 270 m
48 Teilnehmer aus 15 Ländern, alle in der Wertung
Das Springen wurde wegen des starken Gegenwindes abgebrochen, nachdem sechzehn Athleten ihre Sprünge absolviert hatten. Anschließend gab es einen Neustart mit verkürztem Anlauf. Das machte auch eine Verschiebung des abschließenden Langlaufs von der ursprünglich geplanten Startzeit (14:00 Uhr) um eine Stunde notwendig.
Der Wettbewerb wurde zehn Tage nach dem Einzelwettkampf ausgetragen. Nach dem Sprung führte der Deutsche Georg Hettich, der ganz überraschend das Einzel gewonnen hatte. Hettichs Landsmann Ronny Ackermann enttäuschte auch in dieser Disziplin mit seinem zehnten Platz von der Normalschanze. Der Österreicher Felix Gottwald lag als starker Läufer auf Rang zwölf vor dem im Laufen ebenfalls stark einzuschätzenden Norweger Magnus Moan.
Gottwald war der Schnellste im Langlauf und sicherte sich damit die Goldmedaille. Moan gewann als zweitbester Läufer nur 5,4 Sekunden hinter Gottwald die Silbermedaille. Bronze ging an Hettich, sodass es dieselben Medaillengewinner gab wie im Einzelwettbewerb zuvor, nur die Reihenfolge sah anders aus. Ackermann und Spillane kamen nie in Reichweite vorderer Platzierungen und belegten die Plätze acht und zehn.

## Gundersen-Wettkampf Normalschanze

### Ausgangssituation
Seit den Spielen 2002 hatte der Deutsche Ronny Ackermann sechs Medaillen bei Weltmeisterschaften gewonnen, darunter die Einzeltitel 2003 und 2005. Hinzu kamen drei Siege beim Holmenkollen Ski Festival. Bei den Spielen 2002 in Salt Lake City hatte er je eine Silbermedaille im Sprint und im Teamwettbewerb errungen.

### Ergebnis
| Rang | Land | Athlet             | Springen    | Langlauf              | Endzeit [min] |
| Rang | Land | Athlet             | Pkte. (Pl.) | Nettozeit [min] (Pl.) | Endzeit [min] |
| ---- | ---- | ------------------ | ----------- | --------------------- | ------------- |
| 01   | GER  | Georg Hettich      | 265,5 00(1) | 39:44,6 (18)          | 39:44,6       |
| 02   | AUT  | Felix Gottwald     | 234,5 0(11) | 38:02,4 0(2)          | 39:54,2       |
| 03   | NOR  | Magnus Moan        | 237,5 00(9) | 38:20,8 0(3)          | 40:00,8       |
| 04   | NOR  | Petter Tande       | 262,0 00(2) | 39:58,9 (22)          | 40:00,9       |
| 05   | FIN  | Jaakko Tallus      | 257,0 0(=3) | 39:39,9 (13)          | 40:01,9       |
| 06   | GER  | Sebastian Haseney  | 212,5 0(28) | 37:15,7 0(1)          | 40:35,7       |
| 07   | GER  | Björn Kircheisen   | 224,0 0(16) | 38:21,1 0(4)          | 40:55,1       |
| 08   | USA  | Todd Lodwick       | 232,0 0(13) | 38:54,6 0(6)          | 40:56,6       |
| 09   | FIN  | Hannu Manninen     | 238,0 00(8) | 39:42,2 (14)          | 41:20,2       |
| 10   | RUS  | Sergei Maslennikow | 251,0 0(=5) | 40:44,2 (30)          | 41:28,2       |
|      |      |                    |             |                       |               |
| 12   | AUT  | Michael Gruber     | 248,5 00(7) | 40:51,9 (34)          | 41:47,9       |
| 13   | AUT  | Christoph Bieler   | 251,0 0(=5) | 41:05,3 (36)          | 41:49,3       |
| 18   | GER  | Ronny Ackermann    | 213,5 (=26) | 39:42,9 (15)          | 42:58,9       |
| 19   | AUT  | Mario Stecher      | 223,0 0(17) | 40:21,2 (25)          | 42:59,2       |
| 22   | SUI  | Seppi Hurschler    | 211,0 0(30) | 39:52,4 (20)          | 43:18,4       |
| 23   | SUI  | Andreas Hurschler  | 193,5 0(39) | 38:45,9 0(5)          | 43:21,9       |
| 24   | SUI  | Ronny Heer         | 213,5 (=26) | 40:11,0 (23)          | 43:27,0       |
| 27   | SUI  | Ivan Rieder        | 230,0 0(14) | 41:48,6 (39)          | 43:58,6       |

Springen: 11. Februar 2006, 10:00 Uhr / Normalschanze; K-Punkt: 95 m
Langlauf 15 km: 11. Februar 2006, 15:00 Uhr

Höhenunterschied: 59 m / Maximalanstieg: 54  /; Totalanstieg: 270 m
50 Teilnehmer aus 15 Ländern, davon 48 in der Wertung
Ronny Ackermanns erster Sprung in Turin war weit entfernt von seinem sonstigen Sprungniveau. Er landete bei nur 92,5 Metern, Das waren zehneinhalb Meter weniger als die Weite des nach dem ersten Durchgang führenden Norweger Petter Tande. Ackermanns zweiter Sprung war zwar etwas besser, aber seine Medaillenaussichten waren dahin. Er beendete das Springen auf dem geteilten 26. Platz, 3:16 Minuten hinter seinem Teamkollegen Georg Hettich, der sich in Durchgang zwei an die Spitze schieben konnte. Tande, Junioren-Weltmeister von 2005, lag nach dem zweiten Sprung mit zwei Sekunden Rückstand auf dem zweiten Platz. Der finnische Mitfavorit Hannu Manninen, Führender im Gesamtweltcup, kam auf Rang acht. Auch er hatte mit 1:38 Minuten schon einen gehörigen Rückstand, als der Langlauf startete.
Hettich und Tande arbeiteten auf der Strecke gut zusammen und verteidigten ihre Führungsposition vor den starken Läufern überraschend lange. Kurz vor Ende des Rennens, als die beiden von einem kleinen Verfolgerfeld eingeholt wurden, setzte sich Gottwald an die Spitze und konnte außer Hettich alle anderen abschütteln. Hettich ergriff im Schlussspurt wieder die Initiative und besiegte überraschend den von der Aufholjagd ermüdeten Gottwald. Der Deutsche Sebastian Haseney zeigte die beste Laufleistung im Feld und lief vom 28. Platz nach dem Springen noch auf Rang sechs vor. Der Bronzemedaillengewinner wurde erst im Fotofinish ermittelt. Die beiden Norweger Magnus Moan und Petter Tande trennten lediglich eine Zehntelsekunde, Moan gewann Bronze, Tande blieb als Vierter ohne Edelmetall.

## Teamwettkampf

### Ausgangssituation
Österreich und Deutschland waren favorisiert, nachdem sie bei den letzten beiden Weltmeisterschaften auf dem Podium gestanden hatten. Österreich hatte den Titel 2003 gewonnen. Deutschland war 2003 und 2005 jeweils Zweiter geworden – 2005 hinter Norwegen. Österreich hatte 2005 Rang drei belegt. Norwegen wäre hier in Turin als dritter Titelanwärter an den Start gegangen. Doch das Team konnte nicht teilnehmen, weil mehrere ihrer Athleten krank waren.

### Ergebnis
| Rang | Land        | Athlet                                                                | Springen    | Langlauf              | Endzeit [min] |
| Rang | Land        | Athlet                                                                | Pkte. (Pl.) | Nettozeit [min] (Pl.) | Endzeit [min] |
| ---- | ----------- | --------------------------------------------------------------------- | ----------- | --------------------- | ------------- |
| 1    | Österreich  | Michael Gruber Christoph Bieler Felix Gottwald Mario Stecher          | 903,2 (2)   | 49:42.6 (1)           | 49:52,6       |
| 2    | Deutschland | Björn Kircheisen Georg Hettich Ronny Ackermann Jens Gaiser            | 913,5 (1)   | 50:07.9 (4)           | 50:07,9       |
| 3    | Finnland    | Antti Kuisma Anssi Koivuranta Jaakko Tallus Hannu Manninen            | 878,6 (4)   | 49:44.4 (2)           | 50:19,4       |
| 4    | Schweiz     | Ronny Heer Jan Schmid Andreas Hurschler Ivan Rieder                   | 839,6 (4)   | 50:00.9 (3)           | 51:14,9       |
| 5    | Frankreich  | François Braud Ludovic Roux Jason Lamy Chappuis Nicolas Bal           | 848,2 (6)   | 50:19.6 (6)           | 51:24,6       |
| 6    | Japan       | Daito Takahashi Takashi Kitamura Norihito Kobayashi Yōsuke Hatakeyama | 864,2 (5)   | 50:47.0 (7)           | 51:36,0       |
| 7    | USA         | Johnny Spillane Carl Van Loan Bill Demong Todd Lodwick                | 820,6 (8)   | 50:19.5 (5)           | 51:52,5       |
| 8    | Tschechien  | Ladislav Rygl Pavel Churavý Aleš Vodseďálek Tomáš Slavík              | 805,1 (9)   | 52:10.5 (8)           | 53:58,5       |
| 9    | Russland    | Iwan Fessenko Anton Kamenew Dmitri Matwejew Sergei Maslennikow        | 890,1 (3)   | 53:42.1 (9)           | 54:05,1       |
| DNF  | Italien     | Davide Bresadola Jochen Strobl Daniele Munari Giuseppe Michielli      | DNF         | DNS                   |               |
| DNS  | Norwegen    | Håvard Klemetsen Kristian Hammer Magnus Moan Petter Tande             | DNS         |                       |               |

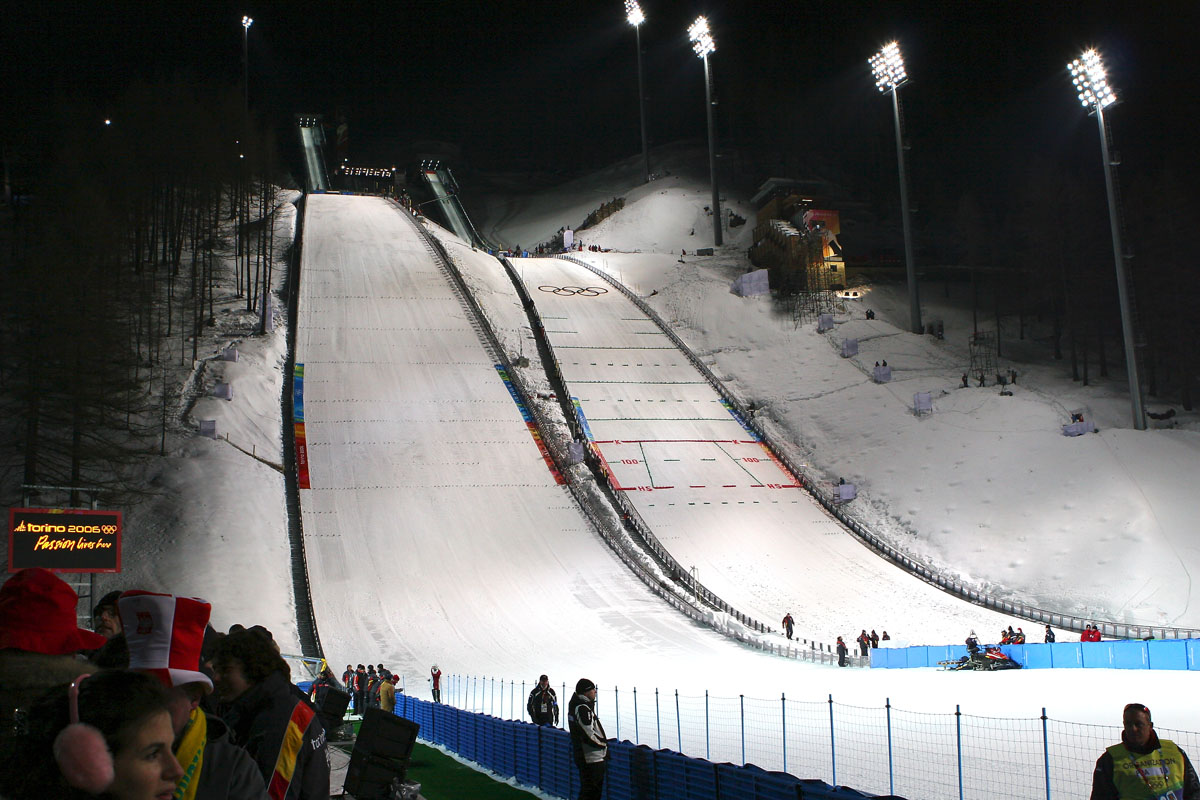
Die Sprungschanzen von Pragelato

Springen: 15. Februar 2006, 09:30 Uhr (1. Durchgang) / 16. Februar 2006, 09:00 Uhr (2. Durchgang)

Normalschanze; K-Punkt: 95 m
Langlauf 4 × 5 km: 16. Februar 2006, 15:00 Uhr

Höhenunterschied: 59 m / Maximalanstieg: 54 m / Totalanstieg: 270 m
10 Teams am Start, davon 9 in der Wertung
Das Springen musste wegen starken Windes nach dem ersten Durchgang abgebrochen werden. Dadurch verschoben sich der zweite Durchgang des Springens und die Langlaufstaffel um einen Tag. Das norwegische Team verzichtete wegen einer Grippe-Erkrankung von drei der vier Athleten auf den Start. Nach der Verschiebung musste auch Italien aus gesundheitlichen Gründen auf eine weitere Teilnahme verzichten. Nach dem ersten Sprungdurchgang hatten die Italiener knapp hinter den Tschechien auf Platz zehn gelegen.
In dem verschobenen Springen übernahm Deutschland die Führung, angeführt von Georg Hettich, der hier bei allen drei Wettbewerben der Kombinierer nach dem Springen vorne gelegen hatte. Der Vorsprung Deutschlands war allerdings nicht groß. Die Mannschaft lag zehn Sekunden vor Österreich und 23 Sekunden vor Russland. Mit einem Rückstand von 35 Sekunden folgte Finnland.
Zunächst baute der deutsche Startläufer Jens Gaiser den Vorsprung auf 37 Sekunden aus. Aber Österreich kam wieder heran und auf dem letzten Abschnitt erarbeitete Mario Stecher für Österreich einen Vorsprung von zwanzig Sekunden, der zwar am Ende wieder auf 15,3 Sekunden schmolz, was jedoch den Österreichern für den Olympiasieg reichte. Deutschland sicherte sich Silber, Finnland verbesserte sich um einen Rang und gewann Bronze.

## Videolinks
- Gold for Gottwald, Nordic Combined Sprint - Turin 2006 Olympia, youtube.com. Abgerufen am 22. August 2023
- Nordic Combined Men's Individual - 15Km Cross Country - Turin 2006 Winter Olympic Games, youtube.com. Abgerufen am 22. August 2023
- Olympiasieg Georg Hettich Turin 2006 (2/2), youtube.com. Abgerufen am 22. August 2023
- Nordic Combined Men's Team - 4X5Km Cross Country Relay - Turin 2006 Winter Olympic Games, youtube.com. Abgerufen am 22. August 2023